# Keent (Oss)
Keent (Brabants: Kent) is een Nederlandse buurtschap (voormalig dorp) in de Noord-Brabantse gemeente Oss, gelegen tussen het dorp Overlangel en de rivier de Maas. Keent is afgeleid van Keen, wat duidt op een barst of spleet. Dit heeft betrekking op het opgehoogde land, langs de rivier. Tot 2003 behoorde het tot de gemeente Ravenstein, die in dat jaar opging in het grotere Oss.
De oudste vermelding van Keent dateert uit 1282. Het plaatsje heeft een Gelders verleden: tot 1923 behoorde het tot de Gelderse gemeente Balgoij, die in dat jaar opging in Overasselt. De Maas liep oorspronkelijk zuidelijk van het dorpje en vormde ook toen de grensrivier. Vanwege het overstrominggevaar, en in het bijzonder naar aanleiding van een overstroming in 1925, werd de Meander van Keent in 1938 afgesneden en kwam Keent op de linkeroever van de gekanaliseerde rivier te liggen. De verbinding met Balgoij is sindsdien verbroken. Met de Gelders-Brabantse grenscorrecties van 1958 ging Keent van de provincie Gelderland over naar de provincie Noord-Brabant en werd ingedeeld in de gemeente Ravenstein.
Vanaf de 15e eeuw stond er een kapel in Keent, de Sint-Antoniuskapel. In de 19e eeuw verviel deze tot een ruïne; tijdens de Tweede Wereldoorlog werden de restanten gebruikt om het vliegveld te verharden. Halverwege Keent en Balgoij stond een standerdmolen die in 1908 was gebouwd. In 1937 werd deze molen van Balgoij afgesneden door de nieuwe loop van de Maas en het gebied kwam in bezit van de Dienst Domeinen. Ze werd niet meer gebruikt, raakte in verval en uiteindelijk werd ze gesloopt. De oorspronkelijke meander is genomineerd als aardkundig monument. In het kader van een Irma-project (Interregionale Rijn-Maas Activiteiten) is, in de periode 2005-2014 de geul opnieuw uitgegraven. Hierna is een groot deel van het gebied "teruggegeven aan de natuur" (zie natuurgebied Keent).
In 1933 is ten zuiden van Keent een strook land gebruikt als vliegveld voor een vliegtuigshow in Overasselt. In de Tweede Wereldoorlog werd Vliegveld Keent gebruikt tijdens Operatie Market Garden.

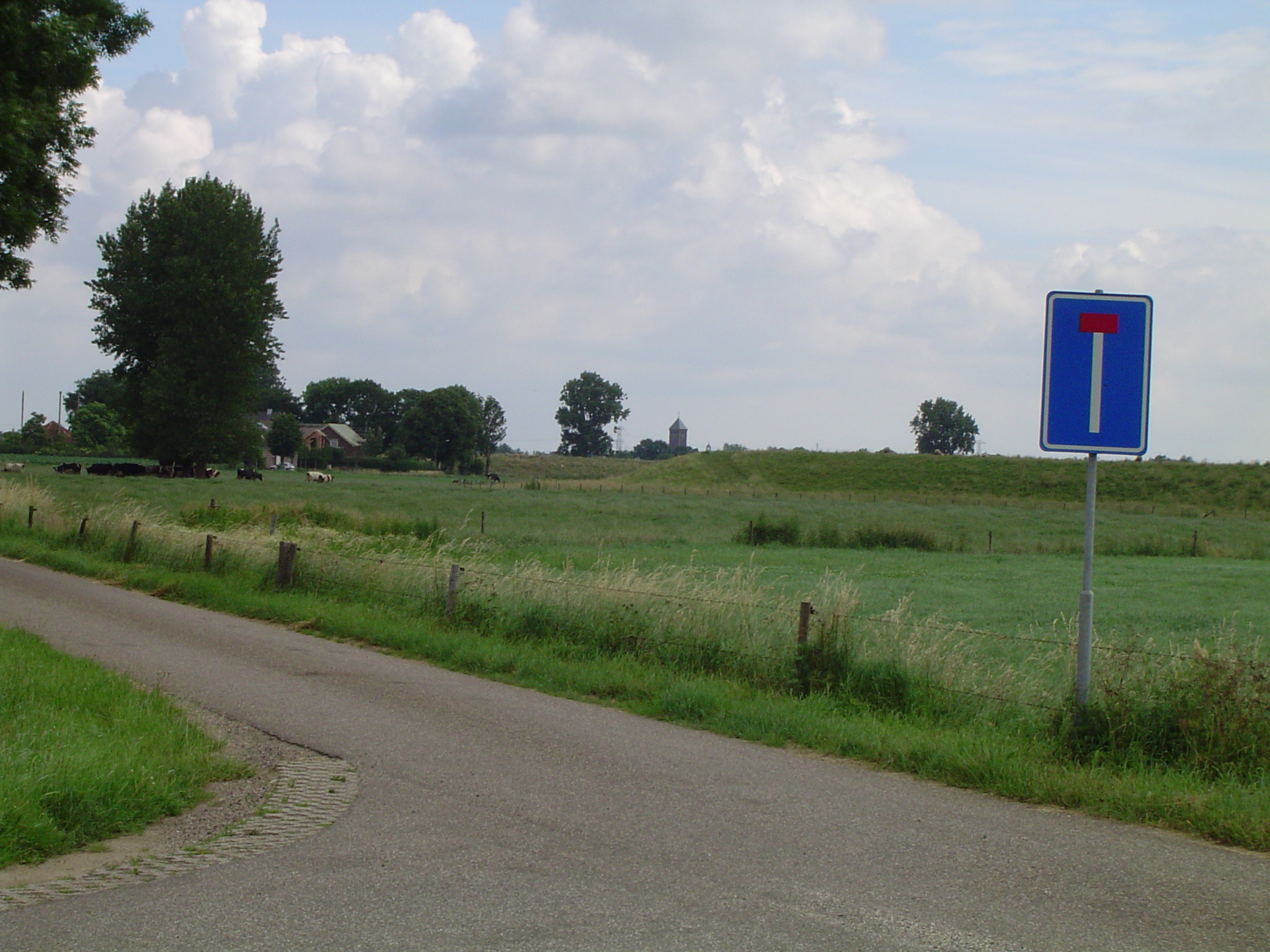
Keent, omgeven door dijken; in de verte de kerk van Balgoy
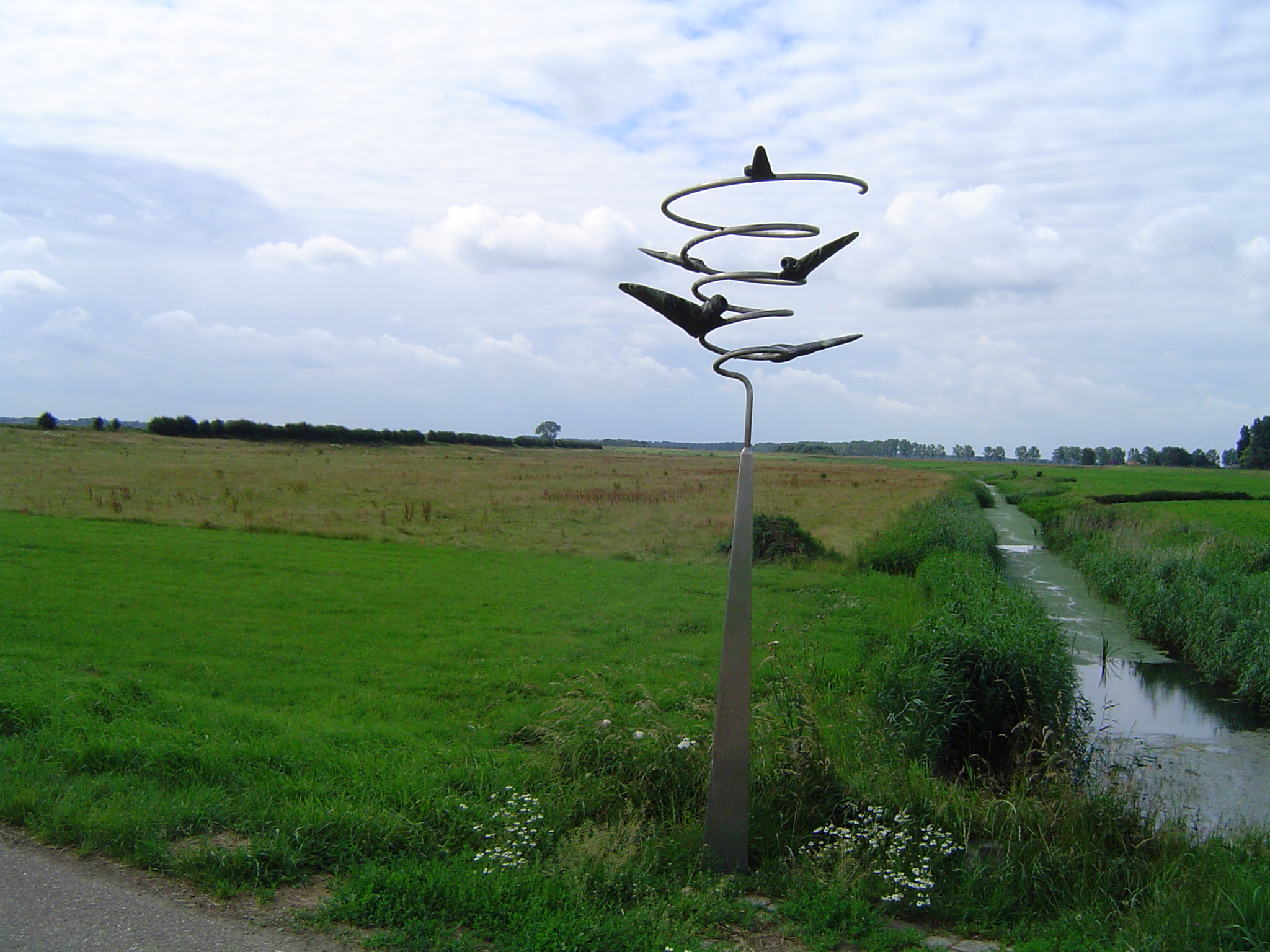
Het veld waar het voormalig vliegveld Keent gevestigd was
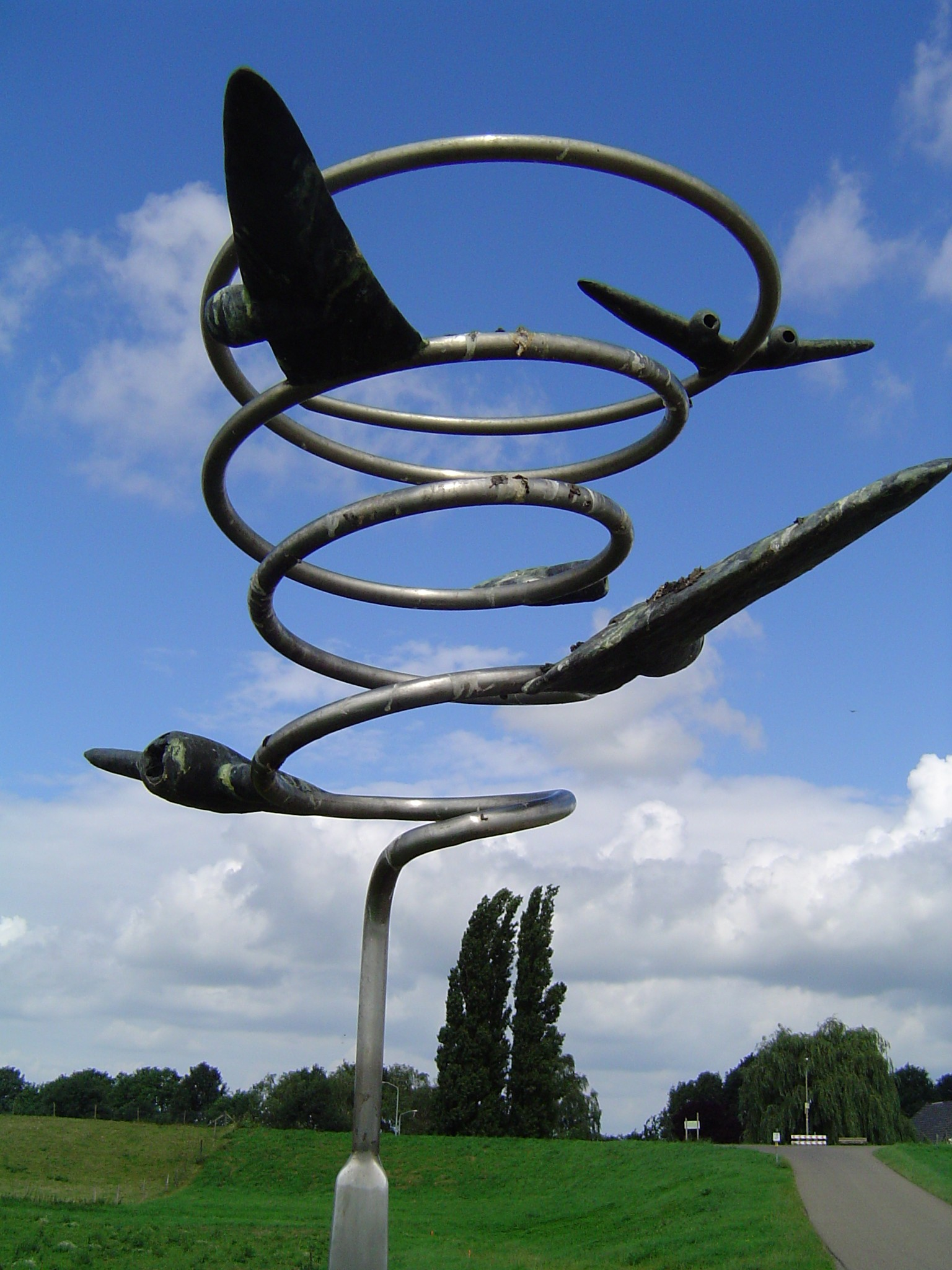
Monument vliegveld Keent
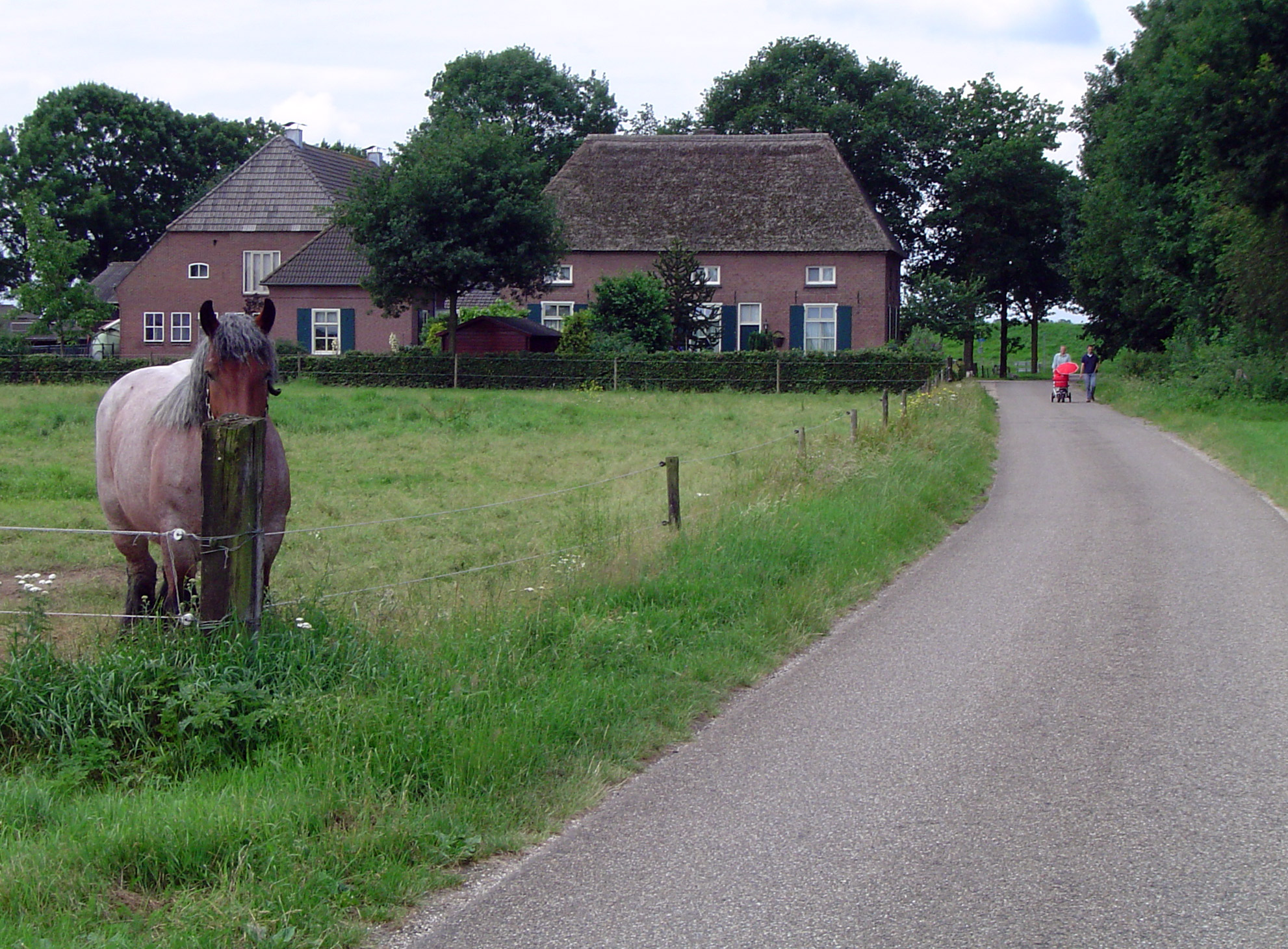
Een boerderij in Keent
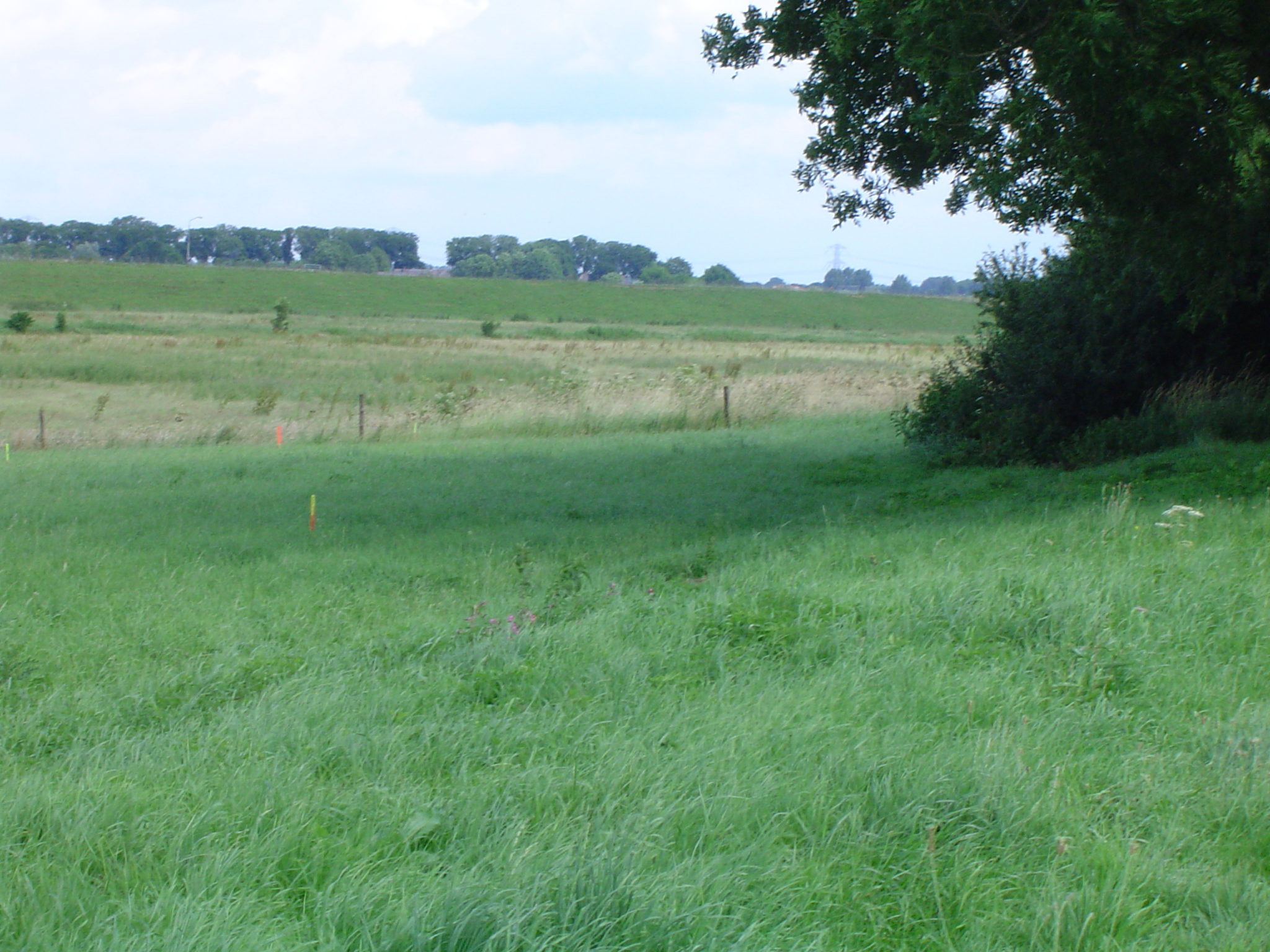
Keent, de oude bedding van de Maas
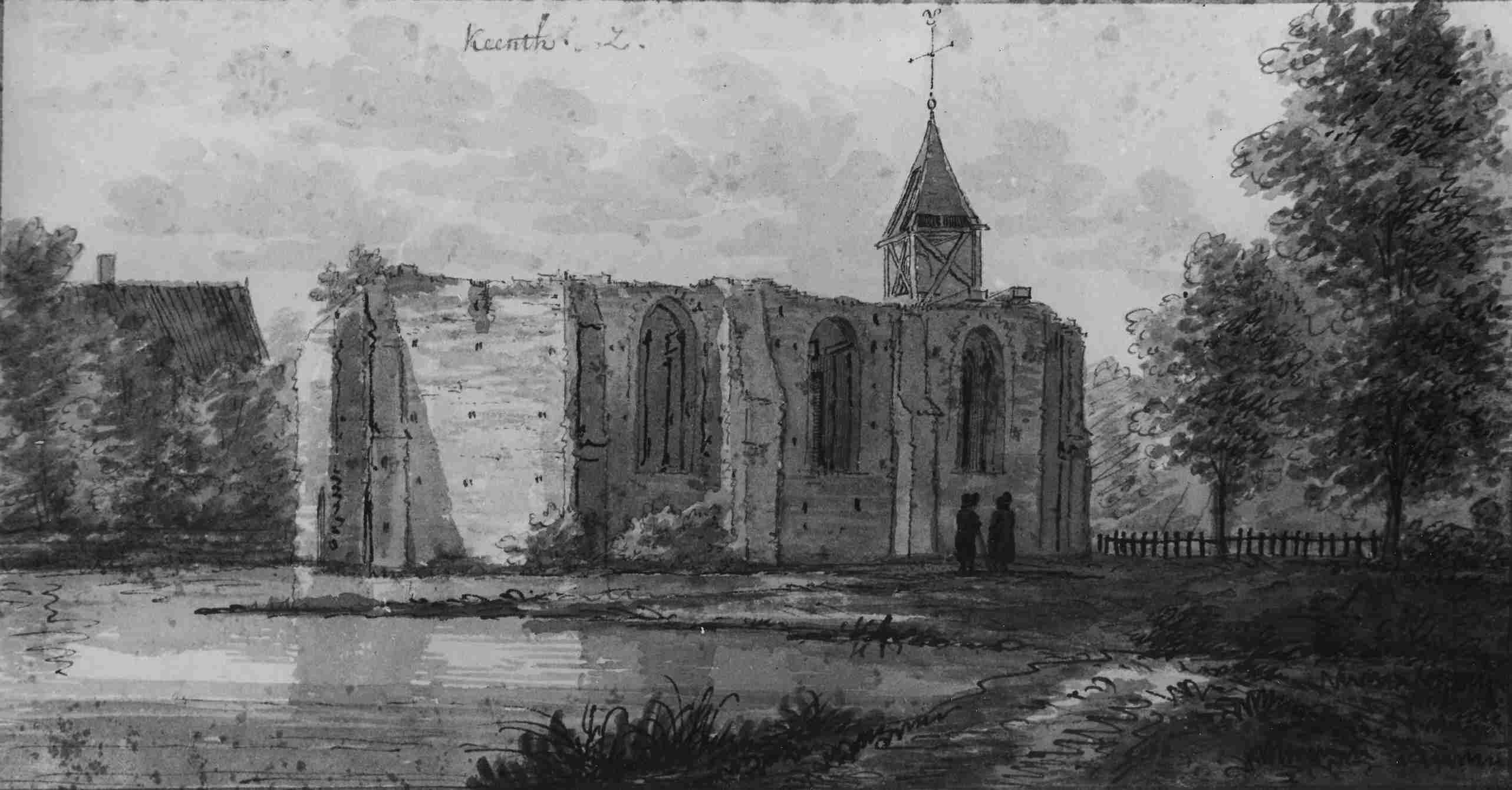
Ruïne van de kapel van St. Antonius Abt

Steden: Megen · Oss · Ravenstein

Dorpen: Berghem · Demen · Dennenburg · Deursen · Dieden · Geffen · Haren · Herpen · Huisseling · Macharen · Kessel · Lith · Lithoijen · Maren · Maren-Kessel · Neerlangel · Neerloon · Oijen · Overlangel · Teeffelen

Buurtschappen: Achterste Heide · Benedeneind · Boveneind · Duurendseind · Elst · Gement · Keent · Kleine Koolwijk · Koolwijk · 't Wild

Noord-Brabant: Steden en dorpen      Nederland: Provincies · Gemeenten